# مجزرة عائلة أبو حطب
مجزرة عائلة أبو حطب هي مجزرةٌ ارتكبها سلاح الجوّ الإسرائيلي حينما أغارَ على منازل المدنيين في مدينة خانيونس من مساء اليوم السابع والعشرون من أيام العدوان الإسرائيلي على قطاع غزة في السابع من أكتوبر 2023. هذه المجزرة من ضمن عدة مجازر وقعت خلال عملية طوفان الأقصى. تسبّبت هذه المجزرة الإسرائيليّة والتي استهدفت منطقة حيوية في استشهاد العديد من سكان المنطقة وأحدَ عشرَ شخصاً من عائلة أبو حطب.

## المجزرة
في مساء اليوم السابع والعشرون من العدوان الإسرائيلي على قطاع غزة، وبالتزامن مع القصف الإسرائيلي المتواصل على كافة مناطق القطاع أغارت طائرات الاحتلال الإسرائيلي على بناية سكنية مأهولة بالسكان دون أي تحذير أو إبلاغ، وما إن تعرض المنزل للقصف بصواريخ ثقيلة حتى تحول إلى ركام فوق رؤوس أصحابه. تمكنت سيارات الإسعاف من انتشال جثامين 11 مواطناً من عائلة واحدة عدا عن الجرحى والمصابين.

## خلفية الحدث
في ساعاتِ الصباح الأولى من يوم السابع من أكتوبر 2023 أطلقت حركة المقاومة الإسلامية حماس عبر ذراعها العسكري كتائب الشهيد عز الدين القسام عملية طوفان الأقصى وذلك ردًا على الاعتداءات الإسرائيلية وتدنيس الأقصى والاستمرار في الاستيطان كما أكّد على ذلك محمد الضيف القائد العام للقسّام والذي أعطى إشارة انطلاق العمليّة التي شهدت اقتحامًا من المقاومين لمستوطنات غلاف غزة ونجحوا في قتلِ عددٍ كبيرٍ من الجنود الإسرائيلين وأسر عشرات آخرين كما استطاعوا خلال ساعات قطع عشرات الكيلومترات ووصلوا لمستوطنات أبعد من تلك المحيطة والقريبة من قطاع غزة.
استمرَّت الاشتباكات بين الجيش الإسرائيلي وبين المقاومين في عديد من المستوطنات وعلى رأسها مستوطنة سديروت. الرد الإسرائيلي على هذه العمليّة جاء من خلال شنّ سلاح الجو الإسرائيلي عشرات الغارات العشوائيّة على القطاع متسبّبة في مقتل عشرات المدنيين وتدمير البنية التحتية لمدن القطاع، ليصل حد فرض إغلاق شامل وقطع متعمد لكل الخدمات من ماء وكهرباء وغاز وهو ما هدَّد حياة أكثر من مليونَي فلسطيني يعيشُ داخل القطاع الذي يُعاني أصلًا من تبعات الحصار الخانق عليهم منذ ستة عشر عاماً.

## الضحايا
حسب المصادر الطبية ومركز الإعلام الحكومي بأن هذه المجزرة نتج عنها أحدَ عشرَ شهيداً من عائلة أبو حطب ولم يعرف من أسمائهم سوى:
- محمد سليم أبو حطب،51 عام وهو مراسل تلفزيون فلسطين.
- زوجة محمد أبو حطب.
- عاصم محمد أبو حطب 25 عام.
- إسلام سليم أبو حطب 48 عام.
- فايز أكرم أبو جامع 26 عام.